# 한익
한익(韓翊)은 조선전기 군기시판관을 지낸 문신이다.

## 생애
자(字) 군평(君平) 세조(世祖) 경진(庚辰:1460년)에 태어나 공조정랑(工曹正郞)과 군기시판관(軍器寺判官)을 역임했다.
성종(成宗) 무신( 戊申: 1488년)에 돌아가니 수가 29세이다. 보조공신(補祚功臣) 병조참판(兵曹參判)을 증직받고 서성군(西城君)을 봉했다.
祖는 韓確(한확)이고 父는 韓致禮(한치례)이다. 정부인(貞夫人) 순천 박씨(順天朴氏) 父는 판중추(判中樞)를 지낸 평양군(平陽君) 중선(仲善)이다.

## 월산대군과의 관계
한익은 월산대군(月山大君), 제안대군(齊安大君)과는 동서지간인데 박중선(朴仲善)의 첫째딸은 월산대군의 부인이고, 넷째 딸이 한익의 부인, 일곱째 딸이 제안대군의 부인이다.
또한 월산대군과는 외사촌 사이인데 월산대군의 모후인 인수대비(仁粹大妃)는 한익에게는 고모가 된다. 따라서 월산대군과는 외사촌 사이면서 동서지간이된다.

## 가족관계
- 6대조 : 한방신(韓方信) - 첨의부찬성사, 서원군
  - 5대조 : 한녕(韓寧) - 신호위녹사
    - 증조할아버지 : 한영정(韓永矴) - 순창군수
    - 증조할머니 : 의성 김씨(? - 1423년 3월 13일, 의성군 양소공 김영렬(金英烈)의 딸)
      - 할아버지 : 한확(韓確)
      - 할머니 : 남양부부인 홍씨 - 남양 홍씨 이조판서, 대제학 문양공 홍여방(洪汝方)의 딸
        - 백부 : 한치인(韓致仁)
        - 백부 : 한치의(韓致義)
        - 고모 : 정선군부인 한씨
        - 고모부 : 계양군[1]
        - 고모 : 인수대비(소혜왕후)
        - 고모부 : 의경세자(덕종)
          - 사촌 : 월산대군
          - 사촌 : 성종

        - 아버지 : 한치례(韓致禮) - 영돈녕부사, 서릉부원군, 좌리공신(佐理功臣) 4등, 장간(莊簡)
        - 어머니 : 죽산 안씨 - 안맹담(安孟聃)[2]의 딸[3]
          - 부인 : 순천 박씨로 판중추부사 평양군(平陽君) 박중선(朴仲善)의 딸
            - 아들 : 한세창(韓世昌) - 분의정국공신(奮義靖國功臣) 4등, 영흥 대도호부사, 증 호조판서, 청원군
            - 아들 : 한숙창(韓叔昌) - 분의정국공신(奮義靖國功臣) 4등, 장례원 판결사, 증 공조판서, 서평군
              - 손자 : 한자(韓慈), 현감, 증 이조참판
                - 증손자 : 한경희 - 군자판관
                - 증손자 : 한경우(韓景祐) - 오취도총부도총관, 청천위(淸川尉), 중종 부마(정신옹주)

              - 손자 : 한혜(韓蕙), 신천군수
                - 증손자 : 한경지(韓景祉) - 군기판관, 증 병조참판

              - 손자 : 한온(韓蘊), 장흥부사,증 병조판서, 충의(忠毅)
                - 증손자 : 한경유 - 청단찰방, 증 호조참판